# Conura laticeps
Conura laticeps är en stekelart som först beskrevs av William Harris Ashmead 1904.  Conura laticeps ingår i släktet Conura och familjen bredlårsteklar. Inga underarter finns listade i Catalogue of Life.